# Chlorure de sodium (maladie professionnelle)
Cet article décrit les critères administratifs pour qu'une affection provoquée par le chlorure de sodium dans les mines de sel soit reconnue comme maladie professionnelle.
Ce sujet relève du domaine de la législation sur la protection sociale et a un caractère davantage juridique que médical.

## Législation enFrance

### Régime général
| Fiche Maladie professionnelle | Fiche Maladie professionnelle | Fiche Maladie professionnelle |
| Ce tableau définit les critères à prendre en compte pour qu'une affection provoquée par le chlorure de sodium soit prise en charge au titre de la maladie professionnelle | Ce tableau définit les critères à prendre en compte pour qu'une affection provoquée par le chlorure de sodium soit prise en charge au titre de la maladie professionnelle | Ce tableau définit les critères à prendre en compte pour qu'une affection provoquée par le chlorure de sodium soit prise en charge au titre de la maladie professionnelle |
| Régime Général. Date de création : 19 novembre 1983 | Régime Général. Date de création : 19 novembre 1983 | Régime Général. Date de création : 19 novembre 1983 |
| Tableau N° 78 RG | Tableau N° 78 RG | Tableau N° 78 RG |
| Affections provoquées par le chlorure de sodium dans les mines de sel et leurs dépendances                                                                                | Affections provoquées par le chlorure de sodium dans les mines de sel et leurs dépendances                                                                                | Affections provoquées par le chlorure de sodium dans les mines de sel et leurs dépendances                                                                                |
| --- | --- | --- |
| Désignation des Maladies | Délai de prise en charge | Liste indicative des principaux travaux susceptibles de provoquer ces maladies                                                                                            |
| Lésions nasales : - ulcérations, - perforations. Ulcérations cutanées. | 30 jours | Travaux exécutés au contact du sel pulvérulent. Travaux exécutés au contact du sel pulvérulent ou au contact des saumures                                                 |
| Date de mise à jour : | | |

## Sources spécifiques
- (fr) Tableau N° 78 des maladies professionnelles du régime Général

## Sources générales
- (fr) Tableaux du régime Général sur le site de l’AIMT
- (fr) Tous les tableaux du régime Général
- (fr) Tous les tableaux du régime Agricole
- (fr) Guide des maladies professionnelles sur le site de l’INRS

## Autres liens
- (fr) Maladies à caractère professionnel

## Internationalisation
- (fr) Liste Européenne des maladies professionnelles
- (fr) Liste des maladies professionnelles au Sénégal
- (fr) Liste des maladies professionnelles en Tunisie